# Strada nazionale 33 (Argentina)
La strada nazionale 33 (in spagnolo: Ruta Nacional 33) è una strada statale argentina che attraversa le province di Buenos Aires e Santa Fe. Unisce il porto di Bahía Blanca con il polo industriale di Rosario attraversando la fertile regione agricola della Pampa.